# اندیس مراوه تپه۱
مراوه تپه۱ یک اندیس غیرفلزی است که در حوالی شهر مراوه تپه استان گلستان قرار دارد و مادهٔ معدنی موجود در آن، فلدسپات است. و دیرینگی آن به دوران سن  می‌رسد. 